# Midden-Silezisch voetbalkampioenschap 1922/23
In 1922/23 werd het derde Midden-Silezisch voetbalkampioenschap gespeeld, dat georganiseerd werd door de Zuidoost-Duitse voetbalbond. De competitie was een tussenstation tussen de regionale competities en de Zuidoost-Duitse eindronde. De Breslauer Sportfreunde werden kampioen en plaatste zich voor de Zuidoost-Duitse eindronde. De club werd ook daar kampioen en plaatste zich zo voor de eindronde om de Duitse landstitel, waarin de club in de eerste ronde verloor van SpVgg Fürth.

## 1. Klasse

### Gau Breslau
Vereinigte Breslauer Sportfreunde werd kampioen.

### Gau Oels
| Plaats | Club                   | Wed. | W | G | V | Saldo    | Ptn   |
| ------ | ---------------------- | ---- | - | - | - | -------- | ----- |
| 1.     | SSC 1901 Oels          | 8    | 7 | 0 | 1 | 26:05:00 | 14:02 |
| 2.     | TSV Vorwärts Oels      | 7    | 5 | 0 | 2 | 14:14    | 10:04 |
| 3.     | MTV 1862 Oels          | 8    | 5 | 0 | 3 | 29:14:00 | 10:06 |
| 4.     | SC Preußen Festenberg  | 6    | 1 | 0 | 5 | 07:23    | 02:10 |
| 5.     | Sportfreunde Bernstadt | 7    | 0 | 0 | 7 | 03:23    | 00:14 |
| 6.     | SC Preußen Namslau     | 0    | 0 | 0 | 0 | 00:00    | 00:00 |

SC Preußen Namslau werd gediskwalificeerd.
|  | Geplaatst voor eindronde |

### Gau Brieg
| Plaats | Club              | Wed. | W | G | V | Saldo    | Ptn   |
| ------ | ----------------- | ---- | - | - | - | -------- | ----- |
| 1.     | SC Brega 09 Brieg | 8    | 6 | 2 | 0 | 42:10:00 | 14:02 |
| 2.     | SV Hertha Brieg   | 8    | 5 | 1 | 2 | 21:05    | 11:05 |
| 3.     | SSC Brieg         | 8    | 3 | 1 | 4 | 11:18    | 07:09 |
| 4.     | TV Brieg          | 8    | 2 | 1 | 5 | 06:23    | 05:11 |
| 5.     | SC Preußen Brieg  | 8    | 1 | 1 | 6 | 06:30    | 03:13 |

|  | Geplaatst voor eindronde |

### Gau Münsterberg
| Plaats | Club                               | Wed. | W | G | V | Saldo | Ptn   |
| ------ | ---------------------------------- | ---- | - | - | - | ----- | ----- |
| 1.     | VfB Glatz                          | 9    | 7 | 0 | 2 | 11:11 | 14:04 |
| 2.     | RSV Hertha Münsterberg             | 6    | 4 | 0 | 2 | 09:06 | 08:04 |
| 3.     | Vereinigte Strehlener Sportfreunde | 7    | 4 | 0 | 3 | 09:14 | 08:06 |
| 4.     | MTV Strehlen                       | 8    | 4 | 0 | 4 | 20:13 | 08:08 |
| 5.     | SuSV 1910 Frankenstein             | 6    | 2 | 1 | 3 | 07:09 | 05:07 |
| 6.     | Sportfreunde Münsterberg           | 10   | 1 | 1 | 8 | 11:14 | 03:17 |

Het is niet bekend waarom de Vereinigte Strehlener Sportfreunde aan de competitie deelnamen.
|  | Geplaatst voor eindronde       |
|  | Trok zich na dit seizoen terug |

## Eindronde

### Halve finale
|                  |                                    |        |                                   |          |
| 25 februari 1923 | Vereinigte Strehlener Sportfreunde | 0 – 15 | Vereinigte Breslauer Sportfreunde | Strehlen |
| 25 februari 1923 |                                    |        |                                   | Strehlen |

|                  |               |       |                   |      |
| 25 februari 1923 | SSC 1901 Oels | 5 – 0 | SC Brega 09 Brieg | Oels |
| 25 februari 1923 |               |       |                   | Oels |

### Finale
|              |                                   |       |               |         |
| 4 maart 1923 | Vereinigte Breslauer Sportfreunde | 6 – 0 | SSC 1901 Oels | Breslau |
| 4 maart 1923 |                                   |       |               | Breslau |